# Andrés Luis López-Pacheco y Osorio
Andrés Luis López (Fernández) Pacheco y Osorio (de Acuña) (Madrid, 13 d'agost de 1710 - 27 de juny de 1746) va ser un aristòcrata i intel·lectual espanyol. Va ser Gran d'Espanya, X duc d'Escalona, XIII marquès d'Aguilar de Campoo, X marquès de Villena, VIII Marquès de la Eliseda, X comte de Xiquena, XVII comte de Castañeda i XIV comte de San Esteban de Gormaz.
Era fill de Mercurio Antonio López Pacheco, Gran d'Espanya, IX duc d'Escalona, XII marquès d'Aguilar de Campoo, IX marquès de Villena, VII Marquès de la Eliseda, IX comte de Xiquena, XVI comte de Castañeda i XIII comte de San Esteban de Gormaz i de Catalina Osorio de Moscoso y Benavides, filla dels comtes d'Altamira. Els seus germans van ser Josefa (1703) i Juan Pablo (1716-1751), Senyor de Garganta de Olla.
Va ser admès en la Reial Acadèmia Espanyola el 25 d'abril de 1726, per omplir la vacant d'Alonso Rodriguez Castañon, fiscal de l'Audiència de Sevilla. El 10 de juny de 1738, per unanimitat fou va nomenar tercer director perpetu de la Reial Acadèmia Espanyola. En 1739 presidi l'Acadèmia en presentar a Felip V d'Espanya, el sisè i últim tom del Diccionari de la llengua castellana.
Va ser gentilhome de Felip V d'Espanya, XII canceller major de Castella i cavallerís major de la reina Isabel Farnese. També va ser Cavaller de l'Orde del Toisó d'Or
En 1721 es va casar en primeres noces amb Ana María Álvarez de Toledo Portugal, XII comtessa d'Oropesa amb Grandesa d'Espanya, VII marquesa de Jarandilla, VIII marquesa de Frechilla i Villarramiel, VI marquesa del Villar de Grajanejos, X comtessa d'Alcaudete, X comtessa de Deleitosa. Va contreure matrimoni en segones noces amb Isabel María Pacheco y Téllez-Girón. La seva filla va ser María Ana López Pacheco y Álvarez de Toledo Portugal.